# Prohorova Balka, Mala Vîska
Prohorova Balka (în ucraineană Прохорова Балка) este un sat în comuna Zlînka din raionul Mala Vîska, regiunea Kirovohrad, Ucraina.